# Nuea Khlong
Nuea Khlong (em tailandês: อำเภอเหนือคลอง) é um distrito da província de Krabi, no sul da Tailândia. É um dos 8 distritos que compõem a província. Sua população, de acordo com dados de 2012, era de 54 789 habitantes, e sua área territorial é de 414,8 km².
O distrito foi criado em 5 de dezembro de 1996.